# Obornjača
Obornjača (húngaro: Völgypart; serbocroata cirílico: Оборњача) es un pueblo de Serbia perteneciente al municipio de Ada en el distrito de Banato del Norte de la provincia autónoma de Voivodina.
En 2011 tenía 326 habitantes, casi todos étnicamente magiares.
El pueblo fue fundado en la década de 1920 por el reino de los Serbios, Croatas y Eslovenos, como un asentamiento para los agricultores y ganaderos que recibieron tierras en los planes de reforma agraria. Los colonos que fundaron el pueblo fueron mayoritariamente magiares de los pueblos de alrededor, quienes construyeron su templo católico en 1969.
Se ubica unos 20 km al oeste de la capital municipal Ada.